# Проста тричастинна форма
Проста тричастинна форма — тричастинна музична форма, в якій 1-а частина являє собою однотональний або модулюючий період, середня частина, як правило, не має стійкої структури, а 3-а частина є репризою першої, іноді з розширенням або видозмінами. Структура такої форми виглядає як ABA. Використовується як форма інструментальної мініатюри або (прелюдії, етюди, ноктюрни, п'єси з програмними назвами) або частина більш великої форми.
Розділи тричастинної форми називаються експозиція, середина, і реприза. Експозиція зазвичай являє собою один із різновидів періоду. Середня частина може будуватися на тематично новому матеріалі (двотемна тричастинна форма) або розвивати попередній (однотемна тричастинна форма). У найпростішому випадку середня частина утворюється транспозицією основної теми в іншу тональність, такий тип форми властивий для танців. В складніших випадках застосовуються прийоми дроблення теми, виокремлення мотиву, секвенції. Реприза — структурно самостійний розділ, який стверджує тему експозиції і головну тональність твору, створює дзеркально-симетричну рівновагу музичної форми. Тричастинна форма може містити також коду або (рідше) вступ.
Інколи в тричастинній формі та чи інша частина може бути повторена. Такі форми можуть позначатися структуро ||: А :||: В А :|| або A ||: В А :|| , і утворювати структура з 5- або 6-ти частин (напр. А-В-А-В-А або А-А-В-А-В-А). Такі форми називаються тричастинними з повторенням частин.
Якщо при повторенні частин, вони зазнають суттєвих змін, до яких відносяться тональна транспозиція, перегармонізація, фактурно-динамічна трансформація, зміна структури — утворюються подвійна і потрійна тричастинні форми, які можна характеризувати такими схемами: подвійна трьохчастинна — А [А] В А1 В1 А2; потрійна тричастинна — А [А] В А1 В1 А2 В2 А3. Приклади подвійних тричастинних форм: Скрябін. Етюд cis-moll № 2; Ф. Шопен. Ноктюрн Des-dur ор.27 № 2 (однотерцовое співвідношення тональностей двох середин, b-moll і A-dur, тематичний синтез в останній репризі, розсіююча кода). Приклад потрійної тричастинної форми — «Евзебій» Es-dur з «Карнавалу» Р. Шумана.